# Forêt de Bélouve
La forêt de Bélouve est une forêt des Hauts de l'Est de l'île de La Réunion, département d'outre-mer français dans l'océan Indien. Elle occupe un plateau perché situé en marge du cirque naturel qu'occupe la commune de Salazie, sur le territoire de laquelle elle est néanmoins située. 
On n'y accède que par la route RF 2 en cul-de-sac qui traverse la forêt de Bébour en provenance de La Plaine-des-Palmistes. De cette route on peut suivre un sentier qui amène à un point de vue pour observer le Trou de Fer. Au nord il y a un accès par un sentier de randonnée escarpé montant de l'îlet d'Hell-Bourg pour arriver au gîte de Bélouve. C'est l'une des forêts de La Réunion qui produit le bois de tamarin des hauts utilisé en ébénisterie.
C'est une forêt de nuage.

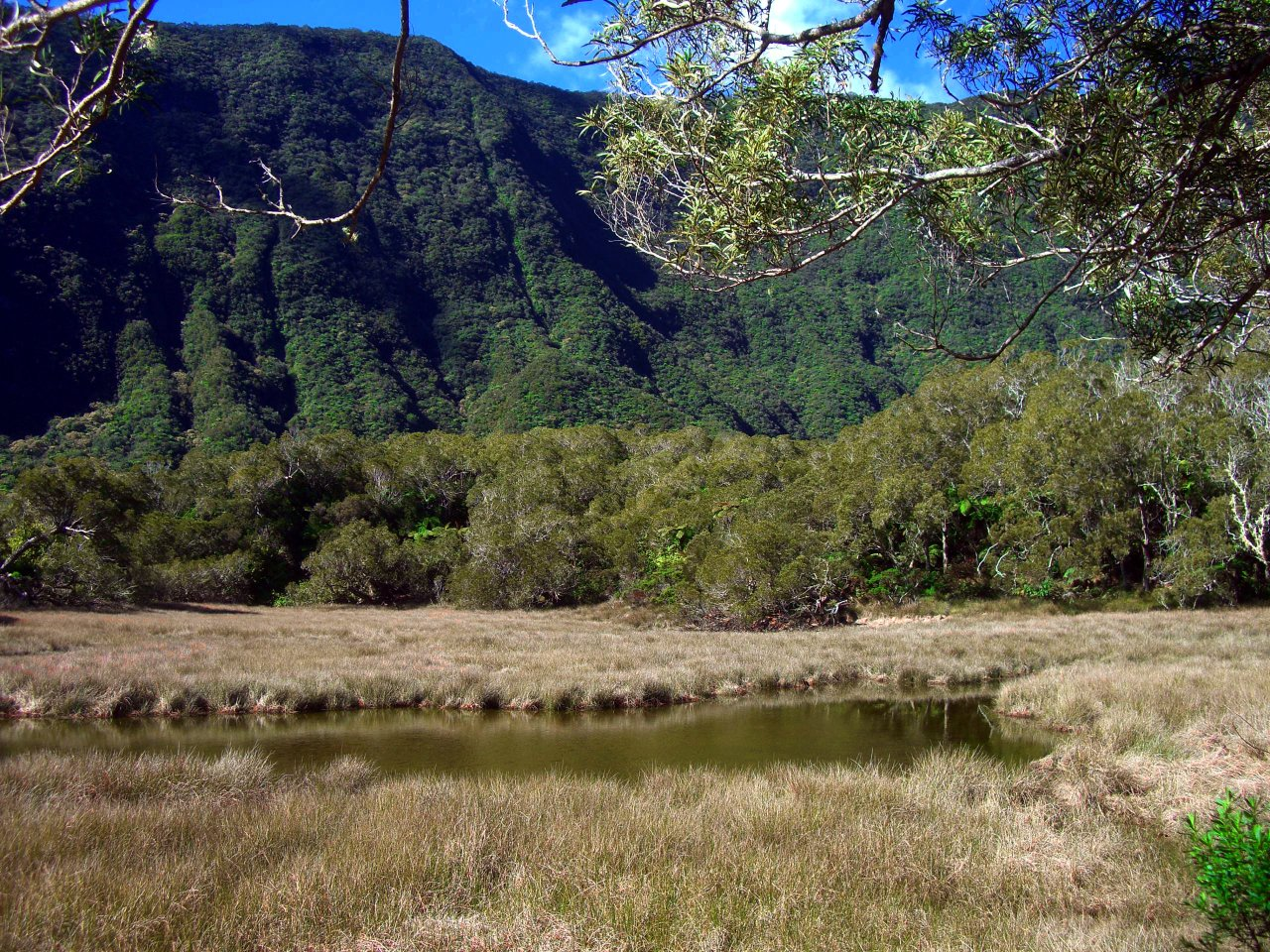
La Grande Mare en forêt de Bélouve avec en arrière-plan les boisements de tamarin des hauts et le rempart de la forêt de la Plaine des Lianes.

Le téléphérique forestier Paul Charly, du nom d'un ancien conservateur des Eaux et Forêts, permettait autrefois de rejoindre le cirque de Salazie depuis le gîte de Bélouve. Il fut inauguré le 24 novembre 1954. Il avait une portée de 1 202 mètres par une dénivellation de 805 mètres et utilisait un câble d'une longueur de 1 500 mètres. Il a été achevé le 17 novembre 1953 après un an et dix jours de travaux. En janvier 1980, le cyclone Hyacinthe dévaste La Réunion ; les équipements du téléphérique sont endommagés, ce qui conduit à son arrêt définitif.

## Étymologie
Le nom de la forêt viendrait du malgache Belova signifiant « héritage important » ou « riche patrimoine » en français.

## Galerie

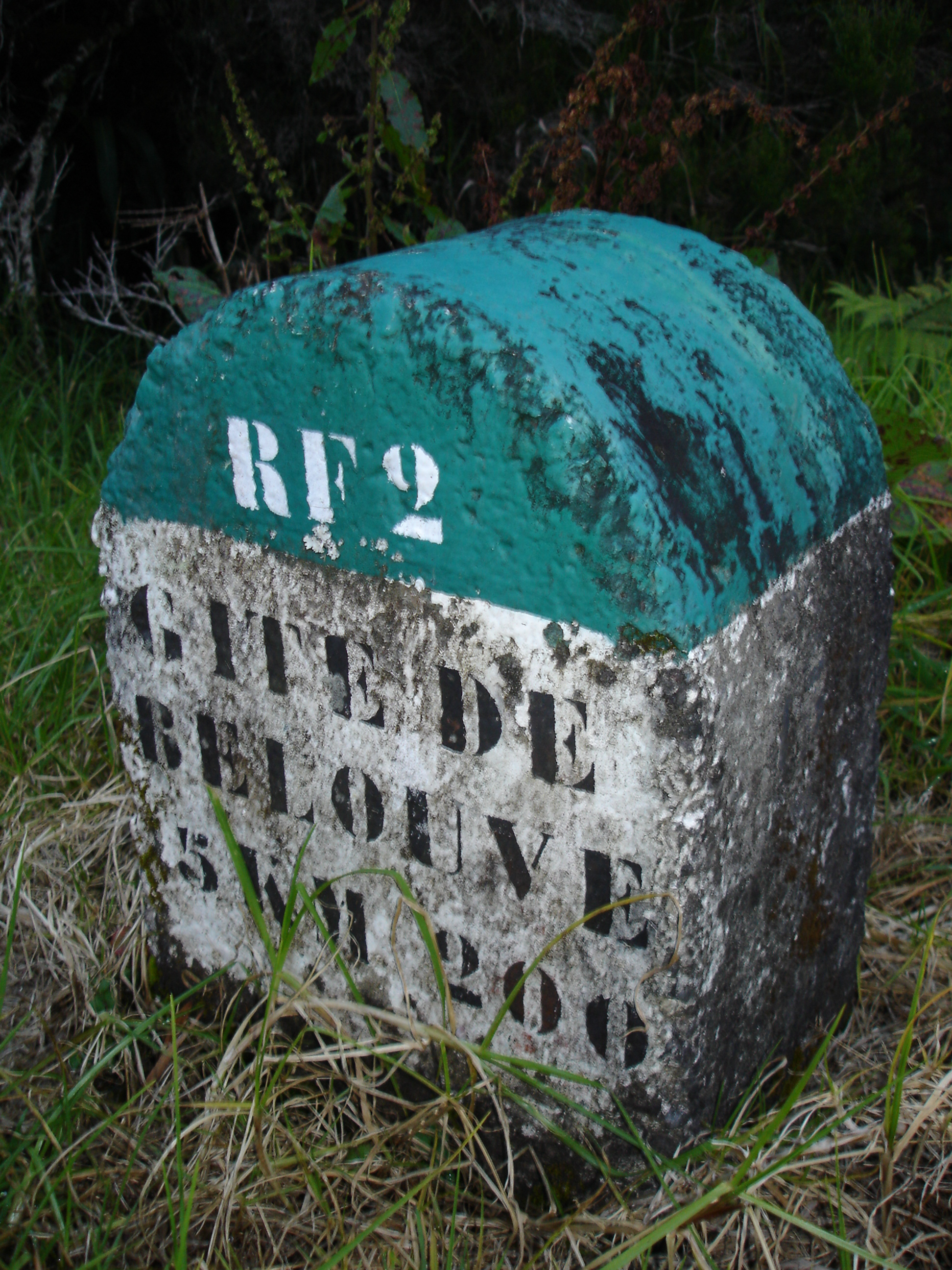
Borne kilométrique au bord de la route traversant la forêt
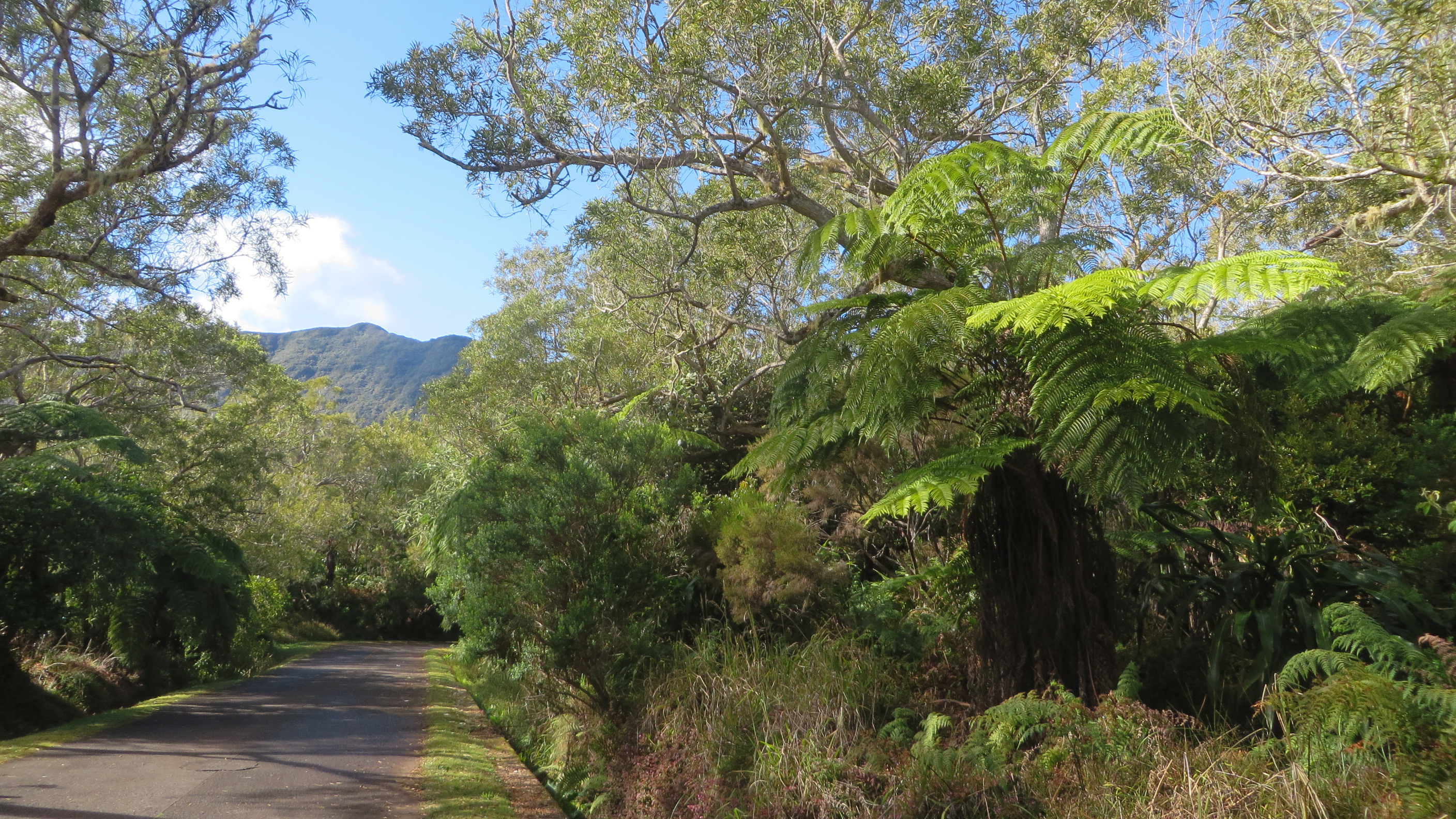
Chemin pour le transport du bois
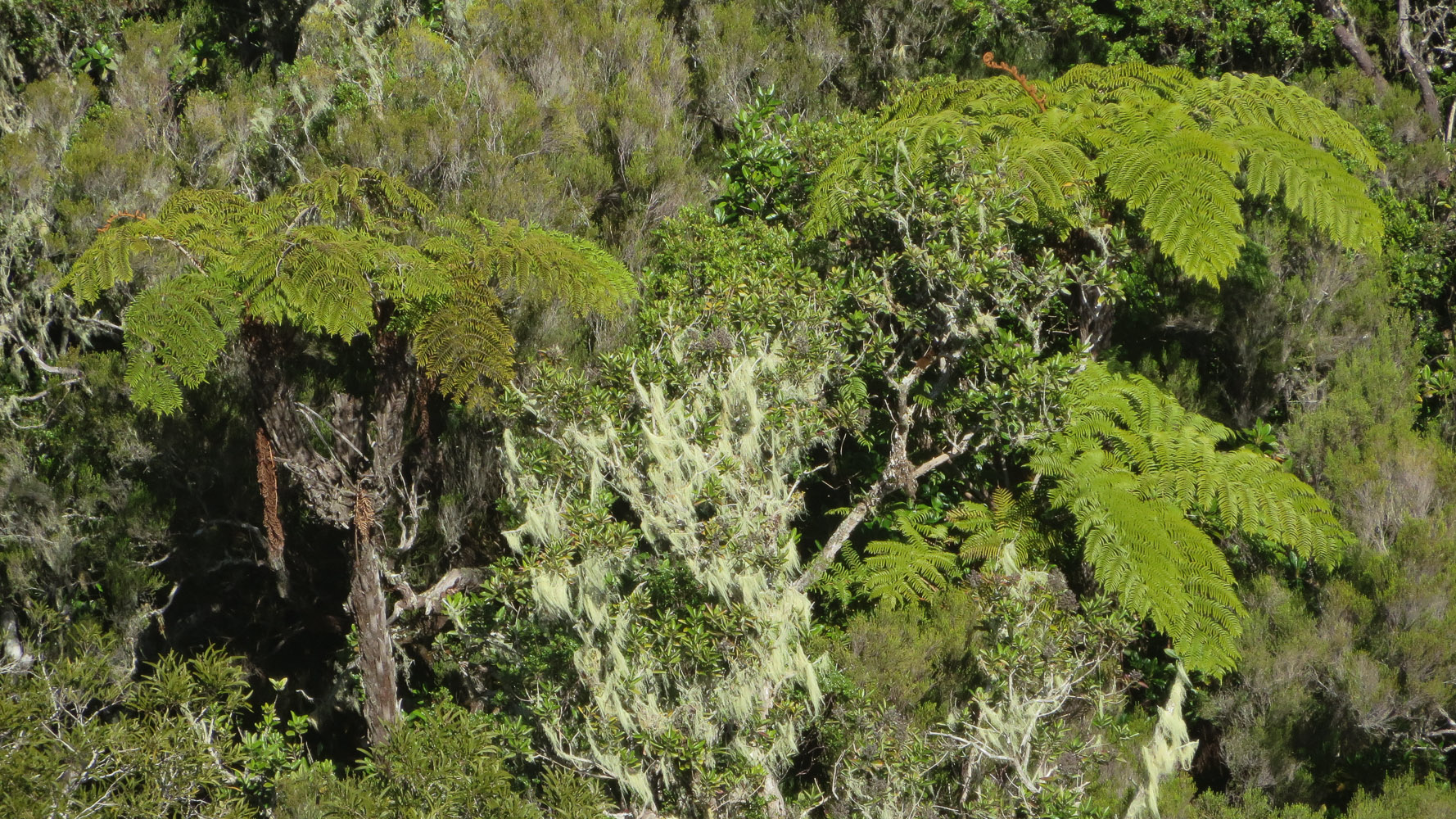
Flore tropicale
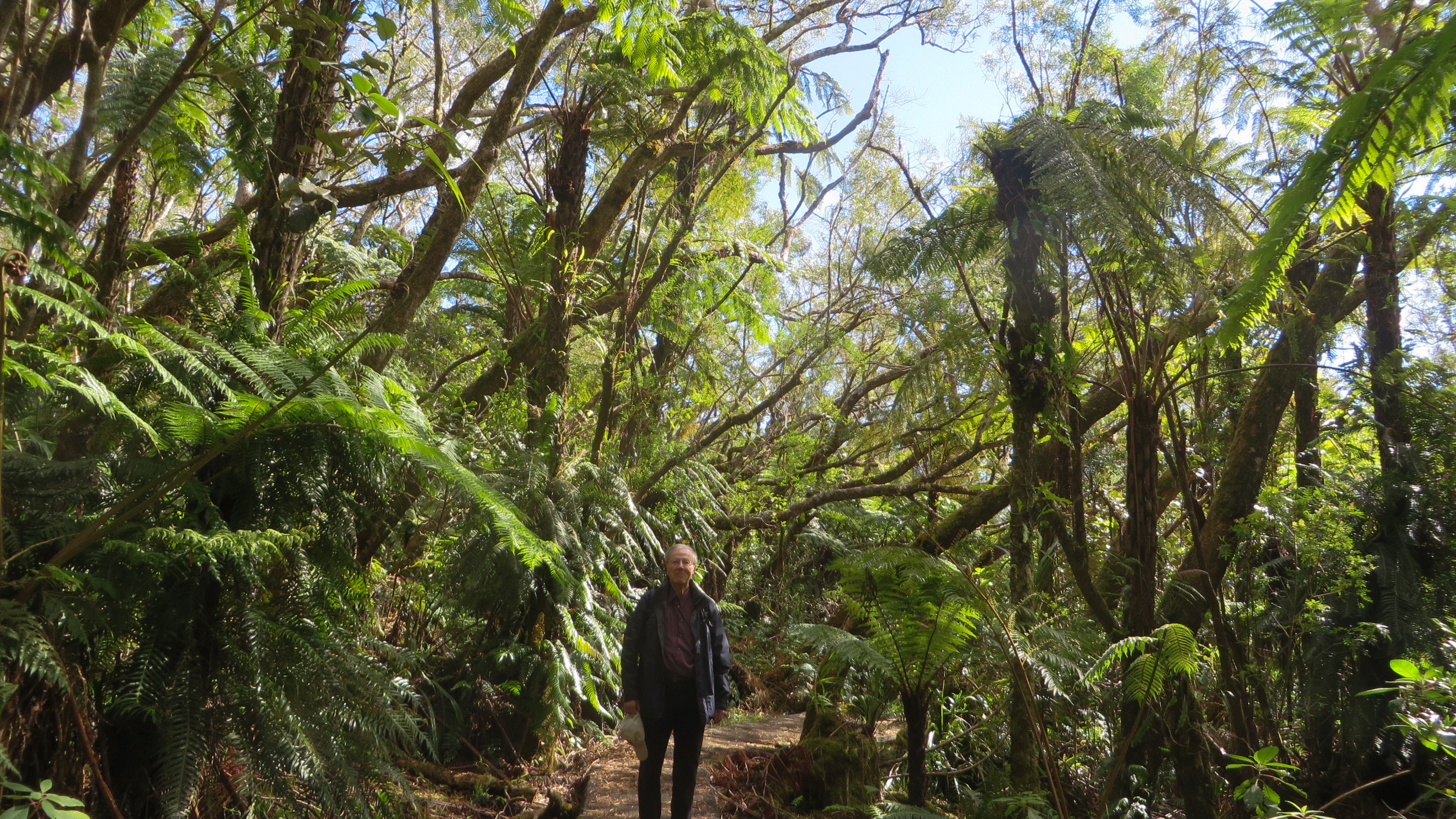
Sentier de randonnée
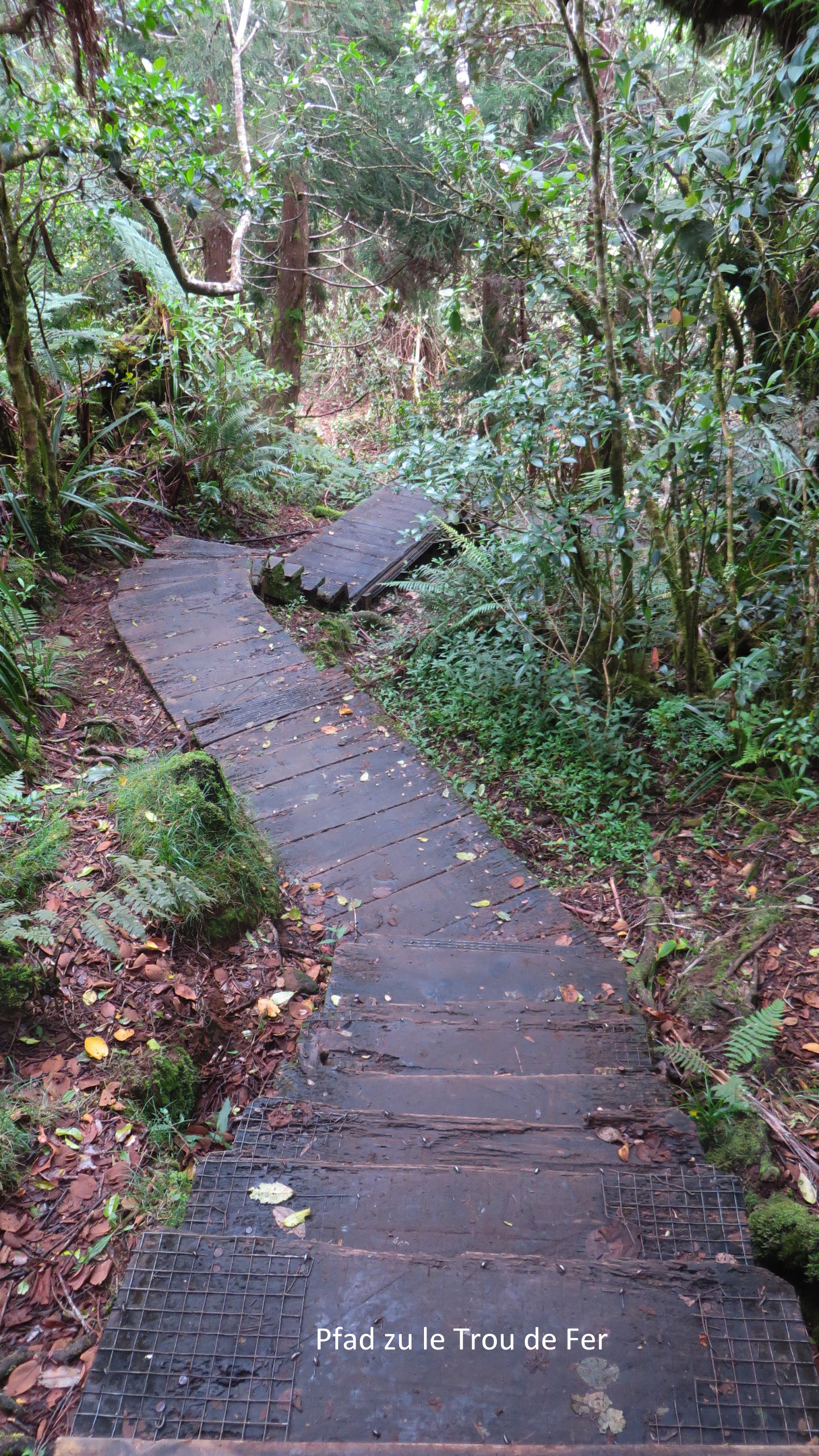
Sentier vers le point de vue du Trou de Fer
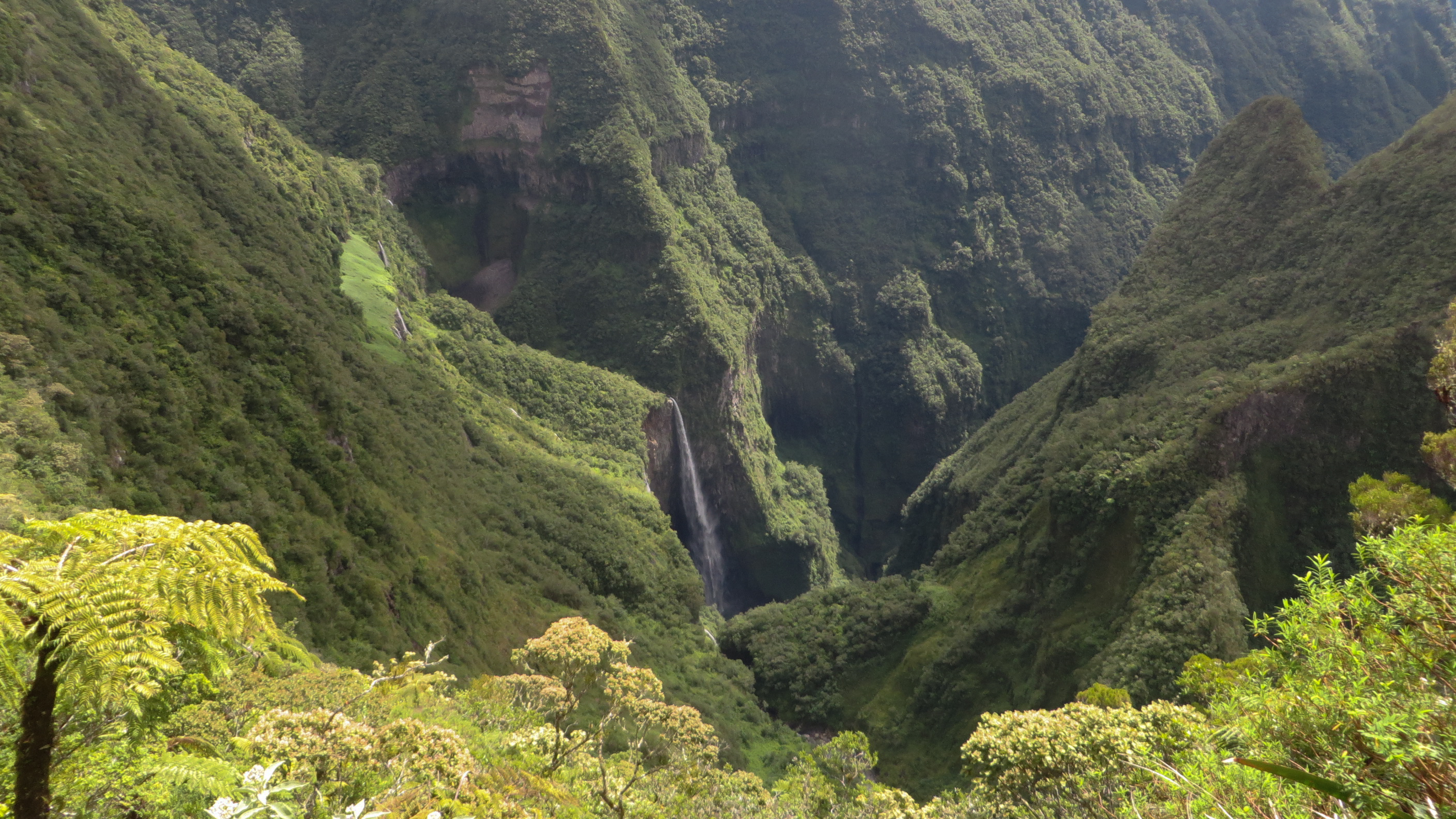
Le Trou de Fer

## Équipements
- Gîte de Bélouve.

## Sources et ressources